# Sarah Chorfa
Sarah Chorfa est une footballeuse française née le 11 juin 1989 à Lyon. Elle évolue au poste de milieu de terrain offensif à l'Olympique lyonnais. 
En 2009 et 2010, elle évolue avec l'équipe réserve de l'OL.

## Carrière
- Depuis 2003 : Olympique lyonnais

## Palmarès
- Championne de France en 2007, 2008 et 2009 avec l'Olympique lyonnais
- Demi-finaliste de la Coupe UEFA féminine 2007-2008 avec Lyon